# Moon Cresta
Moon Cresta (ムーンクレスタ?) est un jeu vidéo d'arcade sorti en 1980 par Nichibutsu. Incentive Software en a distribué une version sur de nombreux ordinateurs personnels 8 bits de l'époque. Dempa a également distribué Moon Cresta et Terra Cresta sur X68000.
Il a aussi été distribué sur la console virtuelle Wii au Japon le 9 mars 2010.

## Accueil
- Dragon User : 5/5[1]